# محسن مجتهد شبستری
محسن مجتهد شبستری (۱۳۱۶ – ۲۶ آبان ۱۴۰۰) روحانی و سیاستمدار ایرانی اهل آذربایجان شرقی و از اعضای مجمع تشخیص مصلحت نظام بود. او امام جمعهٔ پیشین تبریز و نماینده ولی فقیه استان آذربایجان شرقی بود. وی نمایندهٔ مردم استان آذربایجان شرقی و سخنگوی کمیسیون تحقیق مجلس خبرگان رهبری در دورهٔ چهارم بود. او در دوره‌های نخست، دوم و سوم نیز نمایندهٔ مجلس خبرگان رهبری بوده و چهار دوره، نمایندهٔ مجلس شورای اسلامی از تهران نیز بوده است. او عضو شورای مرکزی جامعهٔ روحانیت مبارز تهران نیز بود و بارها توسط نیروهای امنیتی ساواک دستگیر و بازداشت شده بود.
محسن مجتهد شبستری فرزند میرزا کاظم و نوهٔ ملا علی‌اشرف است که هردو از عالمان و فقهیان آذربایجان شرقی به‌شمار می‌روند. او برادر کوچکتر محمد مجتهد شبستری و پدر جواد مجتهد شبستری است. از نوشته‌های او می‌توان به تفسیر آیات عبادالرحمان و نگرشی بر فرهنگ عمومی اشاره کرد.

## دوران تحصیل
مجتهد شبستری در مهر ۱۳۳۲ پس از پایان تحصیلات مقدماتی، در حوزهٔ علمیهٔ قم به فراگیری دوره‌های متوسط و عالی فقه پرداخت؛ همچنین در حوزهٔ دروس خارج فقه در نزد سید محمدکاظم شریعتمداری (که پس از درگذشت پدر تحت تکفل وی بود) حسین فاطمی قمی، سید حسین بروجردی، سید محمد محقق داماد، سید محمدحسین طباطبایی، سید محمدرضا گلپایگانی، روح‌الله خمینی، میرزا هاشم آملی، عباس تهرانی، و میرزا هاشم آملی به درجه اجتهاد رسید. پس از آن نیز به آموزش علوم گوناگون حوزوی در تبریز، تهران و قم مشغول شد.

## پیش از انقلاب
مجتهد شبستری یکی از بنیان‌گذاران جامعه روحانیت مبارز شناخته می‌شود. وی پیش از انقلاب ۱۳۵۷ با افرادی نظیر مرتضی مطهری، سید محمد حسینی بهشتی و محمد مفتح رابطه داشت و در مبارزات سیاسی شرکت می‌نمود. از جملهٔ فعالیت‌های مجتهد شبستری در این دوران می‌توان به رهبری فعالیت‌های سیاسی در منطقهٔ ۶ تهران، سخنرانی علیه حکومت پهلوی، مشاوره با اعضای جامعهٔ روحانیت مبارز و نگارش متن اعلامیه‌های این تشکل اشاره کرد.

## پس از انقلاب
محسن مجتهد شبستری پس از پیروزی انقلاب ۱۳۵۷ به‌عنوان مسئول کمیتهٔ انقلاب در منطقهٔ ۶ تهران برگزیده شد. پس از آن نیز نمایندگی مردم این شهر را در دوره‌های نخست، دوم، چهارم و پنجم مجلس شورای اسلامی برعهده گرفت. وی در ۳ خرداد ۱۳۷۴ پس از مسلم ملکوتی، به عنوان چهارمین امام جمعهٔ تبریز منصوب شد و به مدت ۲۲ سال این سمت را عهده‌دار بود و در سه دورهٔ پی‌درپی، نمایندگی مردم استان آذربایجان شرقی را در مجلس خبرگان رهبری عهده‌دار شد. از دیگر مسئولیت‌های مجتهد شبستری می‌توان به عضویت در شورای عالی مجمع جهانی اهل بیت و هیئت تحقیق و کمیسیون آیین‌نامهٔ خبرگان اشاره کرد.
وی در تاریخ ۲۳ مرداد ۱۳۹۶ خورشیدی از سوی علی خامنه‌ای به مدت ۵ سال به عنوان یکی از اعضای مجمع تشخیص مصلحت نظام منصوب شد.

## پس از انتخابات ۱۳۸۸
محسن مجتهد شبستری پس از انتخابات ریاست جمهوری ۱۳۸۸ به پشتیبانی از جمهوری اسلامی پرداخت. او در خطبه‌های نماز جمعه تبریز در ۲۷ آذر ۱۳۸۸ خواهان دستگیری و محاکمه سریع میرحسین موسوی و مهدی کروبی شد و آنها را سران فتنه خواند و گفت: «آنچه باید مورد توجه قرار گیرد این است که دفاع از ولایت فقیه رضایت الهی را به دنبال دارد و امروز حمایت از رهبری، حمایت از امام زمان است». او همچنین در همایش ویژه بصیرت و میثاق امت با ولایت در ۱۳ دی ۱۳۹۲ گفت: «حامیان اعتراض‌های سال ۸۸ سلطنت‌طلبان، ملی‌گرایان، منافقان و شیطان پرستان بودند». از دید مجتهد شبستری فتنه ۸۸ بالاتر از ۸ سال جنگ ایران و عراق بود.
محسن مجتهدشبستری از روحانیونی بود که مدیریت علی خامنه‌ای را مدبرانه و عالی توصیف می‌کرد و دفاع از رهبری را وظیفه خود و خود را ذوب در ولایت می‌دانست.

## استفاده از خودروی خارجی
در مهر ۱۴۰۰ محسن مجتهد شبستری با واردات خودرو خارجی مخالفت کرد. روزنامه شرق در اینباره نوشت: «خودرو مگان که این عضو خبرگان از آن استفاده می‌کند خارجی است». دفترمجتهد شبستری در پاسخ به این انتقاد اعلام کرد: «ماشین فعلی او پژو پارس است و خودرو مگانی که قبلاً استفاده می‌کرده شخصی نبوده و مربوط به فرد خیری بوده که به مصلای تبریز هدیه داده بود و این خودرو تا سال ۹۲ در شرکت پارس‌خودرو تولید می‌شد؛ لذا خودروی داخلی محسوب می‌شود».

## تخریب حریم میراث ملی ارگ علیشاه تبریز
ساخت غیرقانونی مصلی در عرصه بنا و محوطه ثبت ملی ارگ علیشاه تبریز به وی نسبت داده می‌شود که برخلاف قانون مصوب مجلس و قوانین بین‌المللی و با فشار بر میراث فرهنگی و حمایت استاندار وقت آذربایجان غربی و برخلاف رای کارشناسان میراث و کارشناسان رسمی دادگستری صورت گرفته است. از این موضوع به عنوان بزرگ‌ترین تخریب در بافت تاریخی تبریز و بزرگ‌ترین تجاوز به عرصه بناهای تاریخی تبریز یاد می‌شود.

## درگذشت
محسن مجتهد شبستری در تاریخ ۲۶ آبان ۱۴۰۰ در سن ۸۴ سالگی درگذشت.